# La città distrutta
Il Monumento alla città distrutta di Rotterdam (in francese: Monument à la ville détruite de Rotterdam) o semplicemente La città distrutta  o La città devastata (in francese: La ville détruite; in olandese: De verwoeste stad) o anche La città lacerata è una celebre scultura di Rotterdam, nei Paesi Bassi, realizzata tra il 1951 e il 1953 da Ossip Zadkine (1890-1967), in memoria del bombardamento tedesco del 14 maggio 1940 che segnò per sempre il volto della città. Si tratta probabilmente dell'opera più famosa dell'artista franco-russo, nonché di una delle statue più famose del Paese.
La scultura è conosciuta anche come "Stad zonder hart" ("La città senza cuore"), "Zadkini", "Jan Gat", "Jan met de handjes" ("Jan con le manine") e "Jan met de jatjes".

## Ubicazione
La scultura si trova in Plein 1940 ("Piazza 1940"), presso il Leuvehaven, nella zona del porto, di fronte al Museo Marittimo e all'ex-nave scuola "De Buffel" e nelle vicinanze del Blaakse Bos, il complesso di case cubiche realizzato da Piet Blom.

## Descrizione
La scultura è stata realizzata in bronzo e misura circa 6 metri e mezzo. Raffigura un uomo stilizzato con buco al posto del cuore e con le braccia rivolte verso il cielo e che sembra lanciare un grido: simboleggia lo sconforto dell'uomo.
Lo stesso Zadkine definì l'opera come "un grido di orrore contro la crudeltà umana".

## Storia
Zadkine fu ispirato, quando, nel 1947, vide le distruzioni di Rotterdam mentre stava transitando in treno nei pressi della città.
L'artista realizzò così una scultura in terracotta che non era inizialmente pensata per Rotterdam, ma semplicemente come un'opera in memoria delle vittime della guerra in generale e che si può considerare una sorta di bozza della scultura in bronzo. Tale scultura, che misurava 70 centimetri, fu esposta inizialmente a Berlino e a Praga.
Vista però la fragilità del materiale, poco adatto al trasporto, Zadkine ne realizzò anche una simile in gesso.
In seguito, nel 1949, fu allestita a Rotterdam una mostra dell'artista in cui figurava anche una sorto di bozza della scultura.
Dato l'interesse suscitato da quest'opera, la direzione dei grandi magazzini Bijenkorf decise di commissionare a Zadkine una scultura simile per donarla al comune di Rotterdam. I costi dell'operazione si aggirarono intorno ai 24.500 fiorini.
Come luogo dove erigere la statua fu scelto il quartiere di Leuvehaven.
La scultura fu "scoperta" ufficialmente il 15 maggio 1953 dal sindaco di Rotterdam.
Nel 2007 fu intrapresa un'opera di restauro della scultura.

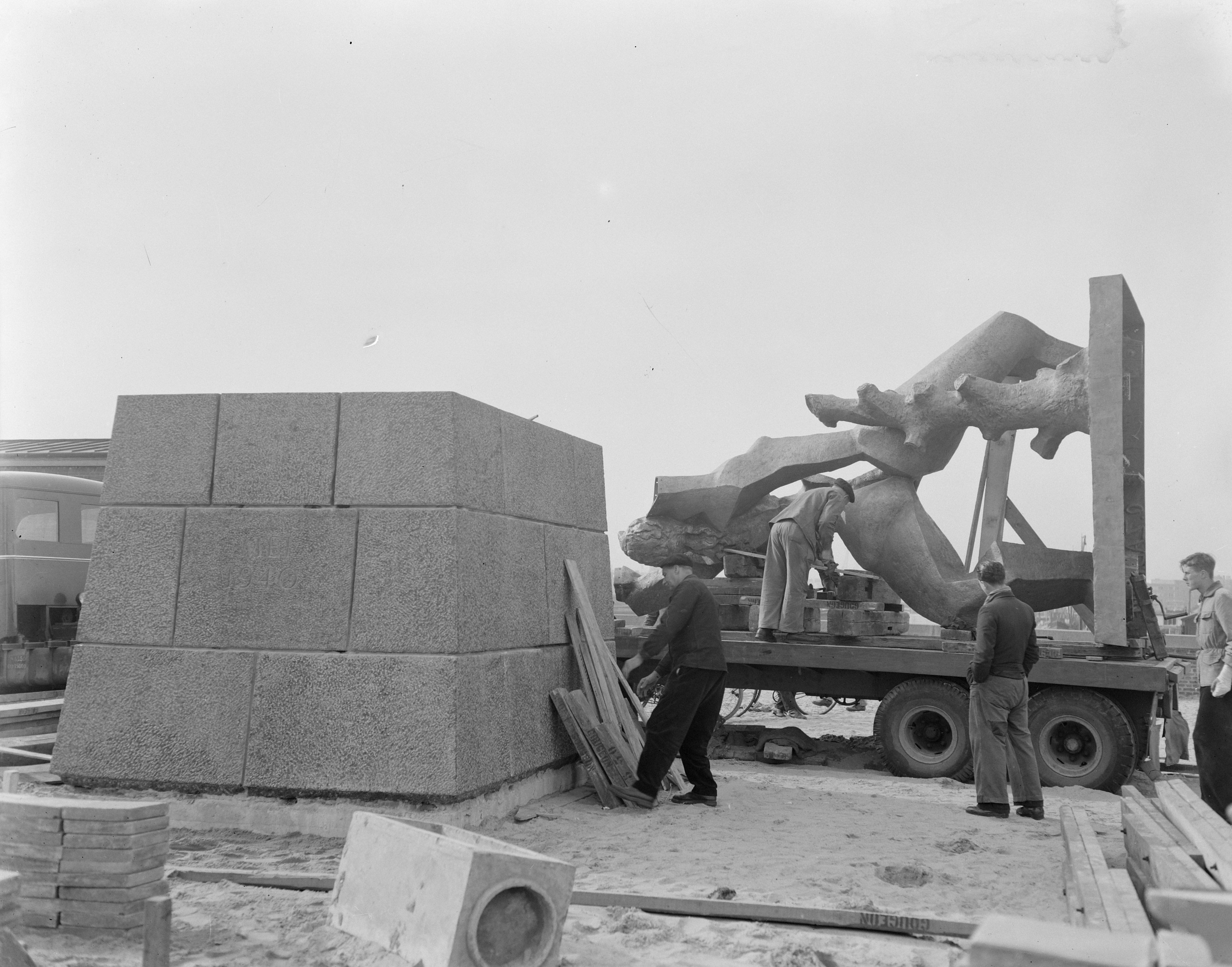
Foto del 5 maggio 1953 con la statua ancora non issata sul podio
- Video dell'inaugurazione
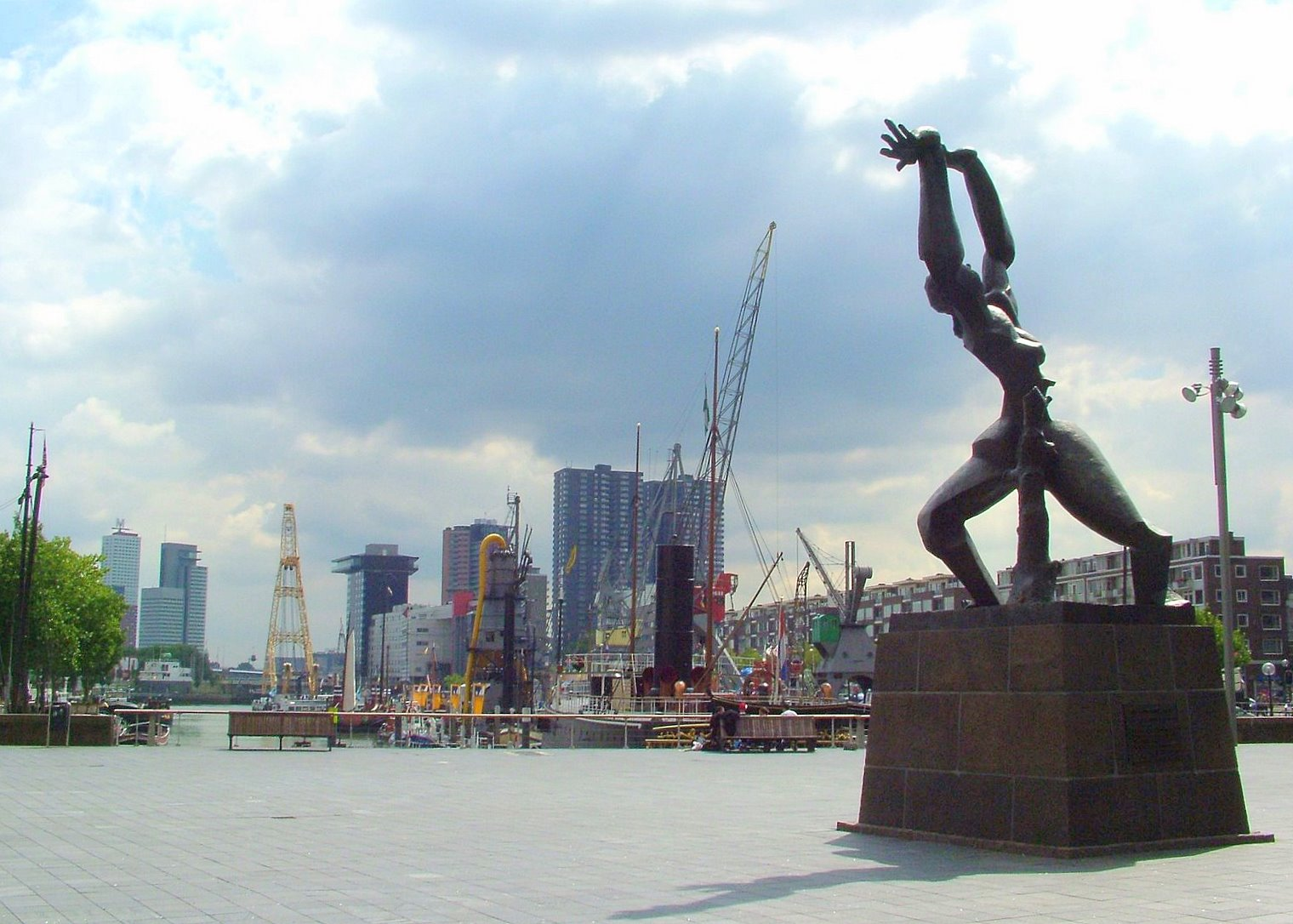
La statua nel 2008
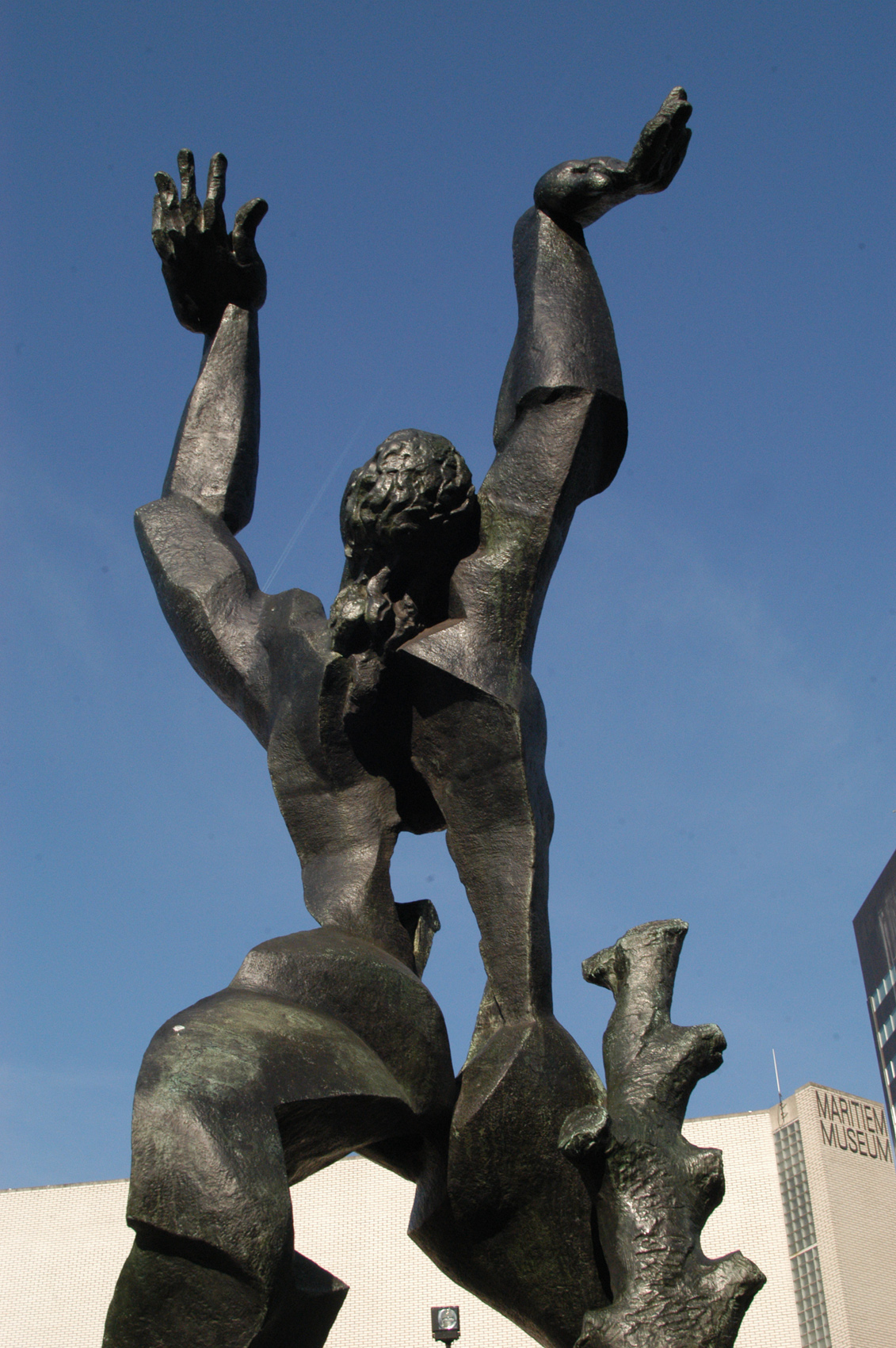
Particolare della scultura